# 山鹿市民医療センター
山鹿市民医療センター（やまがしみんいりょうセンター）は、熊本県山鹿市にある医療機関。山鹿市病院事業の設置等に関する条例（平成17年1月15日条例第206号）により設置された市立の病院である。旧山鹿市立病院。新病院のグランドオープンを機に、市民からの公募により新病院名に改称した。地域医療支援病院の承認を受けるほか、鹿本圏域（山鹿市）の災害拠点病院の指定を受ける。

## 沿革
- 1948年8月1日 - 山鹿町国民健康保険組合診療所として開設。
- 1950年 - 国民健康保険山鹿病院と改称。
- 1954年 - 市制施行に伴い、国民健康保険山鹿市立病院と改称。
- 1964年4月1日 - 山鹿市立病院と改称。
- 2010年4月1日 - 地方公営企業法全部適用。
- 2010年11月4日 - 地域医療支援病院の承認を受ける。
- 2011年4月 - 山鹿市民医療センターに名称変更[4]。
- 2011年4月5日 - 産婦人科開設[5]。

## 外来診療科
- 内科
  - 一般内科
  - 循環器科
  - 呼吸器科
  - 内分泌・代謝内科
- 消化器科
- 整形外科
- 外科
- 泌尿器科
- 小児科
- 感覚器センター
  - 耳鼻咽喉科
  - 眼科
- 産婦人科
- 総合診療科

## 医療機関の指定等
- 保険医療機関
- 救急告示医療機関
- 労災保険指定医療機関
- 指定自立支援医療機関（更生医療）
- 身体障害者福祉法指定医の配置されている医療機関
- 生活保護法指定医療機関
- 戦傷病者特別援護法指定医療機関
- 原子爆弾被爆者一般疾病医療取扱医療機関
- 第二種感染症指定医療機関
- 災害拠点病院
- 臨床修練指定病院
- 小児慢性特定疾患治療研究事業委託医療機関

## 周辺の施設
- 熊本県山鹿保健所
- 山鹿市民武道館
- 山鹿市民プール
- 山鹿市立山鹿中学校

## 交通アクセス
- 熊本市方面より産交バス（京6系統：植木・来民中町経由または京7系統：植木・来民バイパス経由）で山鹿市立病院前下車。
- 菊池市方面より産交バスで山鹿市立病院前下車。
- やまが市街地循環バスで市立病院正門前下車。